# 서계여
서계여(중국어 정체자: 徐繼畬, 병음: Xú Jìyú; 1795–1873)는 산시 우타이현 출신으로, 청나라 말기의 고위 관리이자 지리학자였다. 그는 주로 《영환지략》(1849)의 저자로 알려져 있으며, 양무운동의 초기 참여자로 널리 인정받고 있다.

## 생애 초반
산시성 출신의 학자 집안에서 태어났는데, 그의 아버지 쉬룬디는 과거에서 최고 등급을 받았고 내각대학사에서 비서로 일했다. 젊은 쉬는 학문에 대한 애정이 깊어 아버지를 따라 베이징시로 갔고, 그곳에서 당대의 저명한 학자들을 만났다. 쉬는 아버지의 지도를 받으며 왕수인 학파의 추종자가 되었다.

## 관료 경력
1813년 과거에서 중간 등급을 받았지만, 서계여는 초기에는 시험 시스템에서 진급하는 데 성공하지 못했다. 1826년, 쉬지위는 마침내 과거에서 최고 등급을 받았고, 4년 후에는 명문 한림원의 직책에 임명되었다. 한림원에서 그는 재상 무장가의 지도를 받으며 일했고, 이후 몇 년 동안 그와 긴밀히 협력하게 된다. 1836년, 그는 광시 좡족 자치구의 순저우 지사가 되었다. 지사로 재임하는 동안 쉬지위는 국내 개혁에 관한 여러 공식 상소문을 제출했는데, 이는 도광제에게 깊은 인상을 주었고 쉬가 청나라 관료 체제에서 빠르게 승진하는 데 더욱 도움이 되었다. 제1차 아편 전쟁이 발발하자, 쉬는 푸젠성 해안 지역의 순무로 임명되어 전쟁을 직접 목격했고, 이 경험을 통해 중국이 서양에 대해 더 많이 배워야 한다는 확신을 가지게 되었다.
아편 전쟁 이후, 쉬지위는 조정 내 군기대신 무장가의 "강경파"와 밀접하게 관련되었고, 남부에서 무장가의 정책을 수행하는 책임자였다. 1846년, 쉬는 푸젠성의 지사로 임명되었고, 난징 조약의 결과로 개방된 두 항구를 관리하는 책임을 맡았다. 푸저우에서 쉬지위는 외국인 거주자들과 자주 만났고, 그들은 그에게 중국 외 세계에 대한 정보를 제공했다.
1850년 함풍제의 즉위와 그에 이은 무장가 파벌의 정부 축출은 쉬지위의 운을 뒤바꿔 놓았다. 1851년, 그는 Shen-kuang-szu Incident 사건 처리 미숙으로 해임되어 고향으로 강제 은퇴했고, 그곳에서 거의 10년 반 동안 머물렀다. 쉬의 운은 1861년 서태후의 쿠데타 이후 다시 바뀌었고, 4년 후, 쉬는 다시 공직에 복귀하여, 새로 설립된 외무부인 총리각국사무아문에서 일했고, 나중에는 어학 학교인 동문관의 책임자가 되었다. 1869년 쉬는 고향으로 은퇴했고, 4년 후 사망했다.
문화대혁명 (1966-76) 동안, 쉬의 무덤은 파괴되고 시신의 옷이 벗겨졌다고 2015년 국영 언론 보도에서 전해졌다.

## 학술적 저술

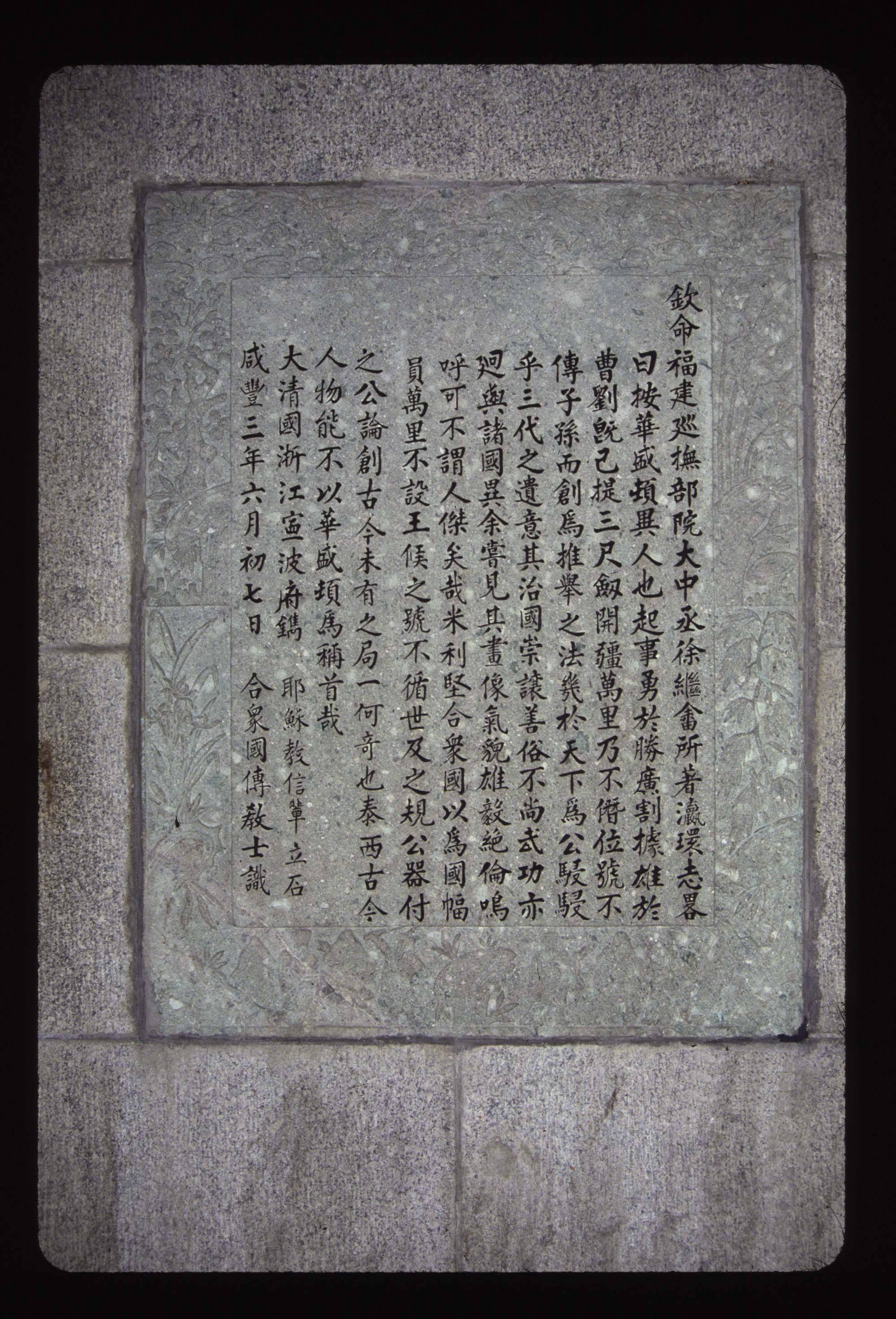
워싱턴 기념탑 기단의 비문

푸젠성 재임 기간 동안 쉬지위는 미국인 선교사 데이비드 아벨과 영국 영사관 관리 러드퍼드 올콕, 그리고 호라티오 넬슨 레이의 아버지인 조지 트레이데스칸트 레이와 같이 막 푸젠성에 도착한 여러 서양인들과 교류할 기회를 가졌다. 쉬는 중국어로 된 선교 문학과 공무를 통해 서양인들과 직접 접촉하면서 서양에 대한 정보를 수집했다. 이 정보는 1849년 그의 저서 《영환지략》(瀛環志略)의 기초가 되었다. 이 저서는 동시대의 위원이 1843년에 출판한 해국도지보다 덜 알려져 있지만, 서양 지리에 대한 설명이 더 체계적이었다. 아이러니하게도 쉬와 위원의 이 저작들은 처음에는 자국보다 일본에서 더 큰 영향력을 가졌다. 위원의 책은 절판되었고, 쉬의 책은 1866년에 재인쇄되었으며 일본에서도 재출판되었다. 결국 이 책들은 지리적 세계에 대한 중화사상적 관점을 변화시켰다. 
1853년, 쉬의 저서 《영환지략》에서 조지 워싱턴에 대한 발췌문이 중국 기독교인 단체가 워싱턴 기념탑에 기증한 돌에 새겨졌다. 이 돌과 비문은 오늘날 워싱턴 기념탑의 기단에서 볼 수 있는데, 이는 1998년 클린턴 대통령의 중국 연설에서 언급된 사실이다.

## 더 읽어보기
- Drake, Fred W. China Charts the World: Hsü Chi-Yü and His Geography of 1848. Cambridge, MA: East Asian Research Center, 1975.
- Hummel, Arthur W. Sr., 편집. (1943). 〈Hsü Chi-yü〉. 《ECCP》. 미국 정부 인쇄국.